# 格勒尼切里鄉
46°31′N 21°18′E / 46.517°N 21.300°E
格勒尼切里鄉（羅馬尼亞語：Comuna Grăniceri, Arad），是羅馬尼亞的鄉份，位於該國西部，由阿拉德縣負責管轄，面積79平方公里，海拔高度124米，2011年人口2,254，人口密度每平方公里33人。